# EURO-Park

Lage vom EURO-Park in Euskirchen

Der EURO-Park ist ein Industrie- und Gewerbegebiet im Süd-Osten von Euskirchen und nach dem Industriepark am Silberberg (IPAS) das zweitgrößte der Stadt.
Die Basis für den EURO-Park bildeten die Westdeutschen Steinzeugwerke und die Zuckerfabrik Pfeifer & Langen. Inzwischen ist das Gebiet auf 1,5 Mio. m² angewachsen. Es erstreckt sich von der Voreifelbahn Euskirchen-Bonn im Norden, entlang der Ringstraße und Franz-Sester-/Rudolf-Diesel-Straße im Westen bis südlich von Thomas-Esser-Straße und Narzissenweg. Im Osten begrenzt die Erft das Gebiet, das die Kernstadt Euskirchen mit dem Stadtteil Roitzheim verbindet. Die Bezeichnung EURO leitet sich von Euskirchen-Roitzheim ab.
Im EURO-Park sind zahlreiche große Unternehmen ansässig, wie z. B. Nestlé Purina PetCare oder Miele. Anfang dieses Jahrtausends siedelte auch die Kreissparkasse Euskirchen von der Oststraße im Zentrum in den EURO-Park um. Auf dem Gelände des ehemaligen Sparkassen-Hochhauses im Bahnhofsquartier wurde inzwischen ein Hotelkomplex errichtet. Außerdem haben sich viele, vor allem großflächige Einzelhandelsgeschäfte angesiedelt, wie z. B. HIT, real,-, OBI uvm.

## Verkehrsanbindung
Mitten durch den EURO-Park verläuft die B 51, die im Bereich des Gewerbegebiets vierspurig ausgebaut ist. In nördlicher Richtung besteht über die L 182 eine Anbindung an die A 61. An der Kreuzung B 51/Münstereifeler Straße wurde eine Ortsumgehung der L 178 gebaut, die vorbei an Billig in Euenheim auf die Kommerner Straße (B 56) führen und damit einen verbesserten Anschluss an die A 1 ermöglicht.